# Otto Carl Rehbinder
Otto Carl Rehbinder (né le 27 avril 1797 à Rautalampi et mort le 13 janvier 1873 à Hämeenlinna) est un conseiller secret finlandais, colonel dans l'armée impériale russe et gouverneur du comté de Häme de 1841 à 1862.